# قلعة ليدز

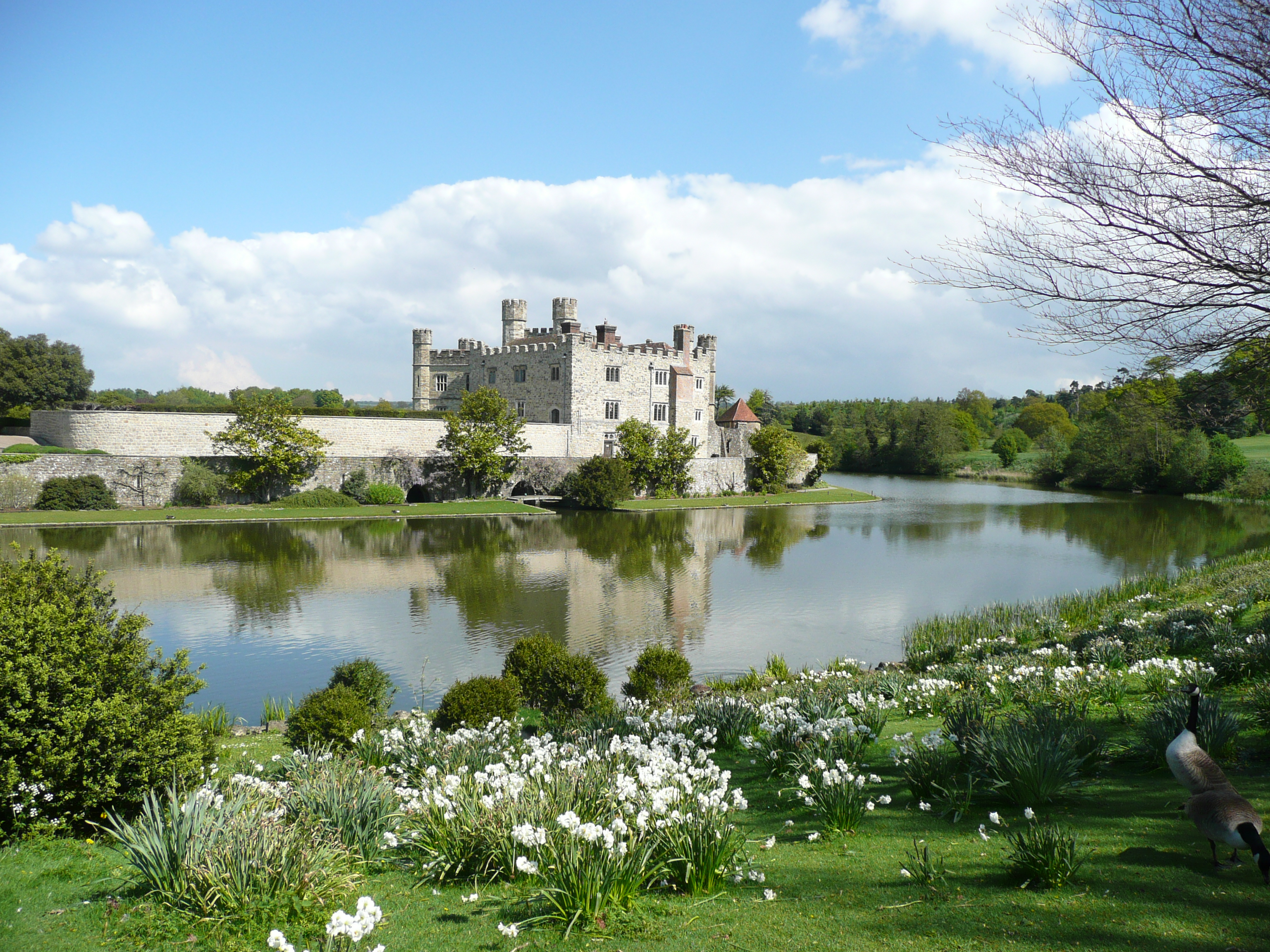
قلعة ليدز في كنت.

قلعة ليدز هي قلعة إنجليزي تقع على مسافة 5 أميال جنوب شرق ميدستون، في مقاطعة كنت، بإنجلترا، وتعود إلى عام 1119. وفي عام 1278، اتخذ الملك إدوارد الأول ملك إنجلترا على القلعة، منها مقرً مفضلاً لإقامته. عمران القلعة الحالي يعود إلى القرن التاسع عشر الميلادي، وهي مشيدة على جزيرة في بحيرة كونها نهر لين شرق قرية ليدز.